# 63e cérémonie des American Cinema Editors Awards
La 63e cérémonie des American Cinema Editors Awards (ACE Awards), décernés par les American Cinema Editors, a eu lieu le 16 février 2013 et a récompensé les monteurs des films de cinéma et de télévision, réalisés l'année précédente.

## Palmarès

### Cinéma

#### Meilleur montage d'un film dramatique
- Argo – William Goldenberg
  - L'Odyssée de Pi (Life of Pi) – Tim Squyres
  - Lincoln – Michael Kahn
  - Skyfall – Stuart Baird
  - Zero Dark Thirty – Dylan Tichenor et William Goldenberg

#### Meilleur montage d'un film comique ou musical
- Happiness Therapy (Silver Linings Playbook) – Jay Cassidy
  - Indian Palace (The Best Exotic Marigold Hotel) – Chris Gill
  - Les Misérables – Melanie Oliver et Chris Dickens
  - Moonrise Kingdom – Andrew Weisblum
  - Ted – Jeff Freeman

#### Meilleur montage d'un documentaire
- Sugar Man (Searching For Sugar Man) – Malik Bendjelloul
  - Samsara – Ron Fricke et Mark Magidson
  - West of Memphis – Billy McMillin

#### Meilleur montage d'un film d'animation
- Rebelle (Brave) – Nicolas C. Smith
  - Frankenweenie – Chris Lebenzon et Mark Solomon
  - Les Cinq Légendes (Rise of the Guardians) – Joyce Arrastia
  - Les Mondes de Ralph (Wreck-It Ralph) – Tim Mertens

### Télévision

#### Meilleur montage d'un documentaire de télévision
- American Masters – Pamela Scott Arnold (Épisode : Phil Ochs: There But For Fortune)
  - The Dust Bowl – Craig Mellish (Épisode : The Great Plow Up)
  - The Weight of the Nation – Paula Heredia (Épisode : Consequences)

#### Meilleur montage d'une série de télévision de 30 minutes
- Nurse Jackie – Gary Levy (Épisode : Handle Your Scandal)
  - Modern Family – Ryan Case (Épisode : Mystery Date)
  - Girls – Robert Frazen (en) et Catherine Haight (Épisode : Pilot)

#### Meilleur montage d'une série de télévision de 60 minutes sur le réseau national
- Breaking Bad – Skip Macdonald (Épisode : Dead Freight)
  - Breaking Bad – Kelley Dixon (Épisode : Gliding Over All)
  - Mad Men – Tom Wilson (Épisode : The Other Woman)
  - Nashville – Keith Henderson (Épisode : Pilot)
  - Smash – Andrew Weisblum (Épisode : Pilot)

#### Meilleur montage d'une série de télévision de 60 minutes sur le réseau câblé
- The Newsroom – Anne McCabe (Épisode : We Just Decided To "Pilot")
  - Homeland – Terry Kelley (Épisode : The Choice)
  - Homeland – Jordan Goldman (Épisode : State of Independence)

#### Meilleur montage d'une mini-série ou téléfilm
- Hemingway & Gellhorn – Walter Murch
  - Game Change – Lucia Zucchetti (en)
  - Hatfields and McCoys (Hatfields & McCoys) – Don Cassidy

#### Best Edited Non-Scripted Series
- Frozen Planet – Andy Netley et Sharon Gillooly (Épisode : To the Ends of the Earth)
  - Deadliest Catch – Josh Earl et Alex Durham (Épisode : I Don't Wanna Die)
  - Beyond Scared Straight – Rob Goubeaux, Mark S. Andrew, Paul Coyne, Mark Baum, Jeremy Gantz, John Skaare, J.C. Solis, Ken Yankee (Épisode : Oklahoma County, OK - The Weight)

### Récompenses spéciales
- Career Achievement Award : Larry Silk et Richard Marks
- Eddie Award d'honneur : Steven Spielberg